# Knight First Amendment Institute kiện Trump
Knight First Amendment Institute v. Trump, No. 1:17-cv-05205 (S.D.N.Y.), tạm dịch Viện Tu chính án I Knight kiện Trump  là một vụ kiện được đệ trình vào ngày 11 tháng 7 năm 2017 tại Tòa án quận Hoa Kỳ quận phía Nam New York và kết án vào ngày 23 tháng 5 năm 2018. Nguyên đơn là một nhóm người dùng Twitter bị chặn bởi tài khoản cá nhân  @realDonaldTrump của tổng thống Hoa Kỳ Donald Trump. Họ cho rằng tài khoản này cấu thành một diễn đàn công cộng, việc ngăn chặn truy cập vào tài khoản @realDonaldTrump là một vi phạm quyền Tu chính án I Hiến pháp Hoa Kỳ của họ. Vụ kiện cũng liên quan đến nhiều nhân vật khác như Thư ký báo chí Nhà Trắng Sean Spicer và Giám đốc truyền thông xã hội Dan Scavino.
Nguyên đơn được đại diện bởi Viện Tu chính án I Knight tại đại học Columbia, Viện Tu chính án I Knight cũng là một nguyên đơn trong vụ án. Mặc dù tài khoản Twitter của Viện chưa bị Donald Trump chặn, vụ kiện tranh luận rằng họ và những người theo dõi khác của tài khoản Twitter @realDonaldTrump "hiện tại đã bị tước quyền được đọc phát biểu của những người bất đồng do bị chặn". Đơn kiện cũng tranh luận rằng những bài đăng trên tài khoản @realDonaldTrump là "những tuyên bố chính phủ".

## Bối cảnh
Trên Twitter, các tài khoản bị chặn không thể nhìn thấy hoặc phản ứng lại với các dòng trạng thái của tài khoản đã chặn họ. Tính đến tháng 7 năm 2017, tài khoản Twitter @realDonaldTrump đã có 33,7 triệu người theo dõi. Các dòng trạng thái của Donald Trump thường được chuyển tiếp lại hàng chục nghìn lần và ông thường dùng Twitter để đưa ra các tuyên bố chính sách. Vào tháng 6 năm 2017, Thư ký báo chí Nhà Trắng Sean Spicer tuyên bố rằng các dòng trạng thái của Donald Trump được coi là "những tuyên bố chính thức của tổng thống Hoa Kỳ". Vào tháng 7 năm 2017, Donald Trump đã đăng dòng trạng thái nói rằng cách sử dụng truyền thông đại chúng của ông là "kiểu tổng thống ngày nay". Một vụ kiện khác là CREW and National Security Archive v. Trump and EOP đã được đệ trình tại đặc khu Columbia với các cáo buộc vi phạm Đạo luật Hồ sơ Tổng thống vì xóa các dòng trạng thái trên truyền thông xã hội.
Một tháng trước khi đệ trình đơn kiện, Viện Knight đã gửi một bức thư tới Donald Trump để đại diện cho hai trong tổng số những người dùng bị chặn, yêu cầu họ và những người dùng có tài khoản khác được Donald Trump gỡ bỏ việc chặn. Bức thư lập luận rằng tài khoản Twitter cá nhân của Donald Trump là một diễn đàn công cộng, do đó việc ngăn chặn những quan điểm bất đồng là vi phạm hiến pháp Hoa Kỳ. Bức thư cũng được gửi đến cho Sean Spicer, Dan Scavino, luật sư Nhà Trắng Don McGahn. Chính quyền Trump đã không trả lời thư.

## Phân tích
Phản ứng với những người chỉ trích về câu hỏi liệu Twitter có được coi là một diễn đàn công cộng hay không, luật sư cấp cao Katie Fallow thuộc Viện Knight đã trích dẫn một phán quyết của Tòa án Tối cao Hoa Kỳ ngày 19 tháng 6 năm 2017 trong vụ kiện Packingham v. North Carolina, thẩm phán Anthony Kennedy tại thời điểm đó đã miêu tả truyền thông xã hội giống như "quảng trường hiện đại" và là một trong những nơi quan trọng nhất để trao đổi quan điểm. Phán quyết thời điểm đó đã nhất trí phản bác một luật của North Carolina bởi vì việc cấm các tội phạm tình dục truy cập vào trang truyền thông xã hội đã vi phạm hiến pháp Hoa Kỳ.

## Thụ lý và phán quyết
Đơn kiện đã được đệ trình vào ngày 11 tháng 7 năm 2017. Các phần hồi đáp của nguyên đơn được đệ trình vào ngày 1 tháng 12 năm 2017. Các tranh tụng bằng miệng được trình bày trước thẩm phán Naomi Reice Buchwald vào ngày 9 tháng 3 năm 2018.
Vào ngày 23 tháng 5 năm 2018, Naomi Reice Buchwald đã công nhận một phần và từ chối một phần các kiến nghị của nguyên đơn trong tóm tắt phán quyết, phán quyết nói Donald Trump chặn người dùng trên Twitter là vi phạm hiến pháp nền tảng Tu chính án I Hiến pháp Hoa Kỳ. Tòa án phán quyết rằng tài khoản Twitter @realDonaldTrump là "một tài khoản tổng thống trái ngược với một tài khoản cá nhân", việc chặn người dùng đã xâm phạm đến quyền tham gia của họ trong một "diễn đàn công cộng được định danh". Naomi Reice Buchwald đã mở đầu phán quyết bằng ghi chú:
Trường hợp này yêu cầu chúng tôi phải xem xét liệu một quan chức chính phủ có thể được miễn trừ với Tu chính án I Hiến pháp Hoa Kỳ, được "chặn" một người khỏi tài khoản Twitter của ông ấy để đáp trả lại những quan điểm chính trị mà người đó đã bày tỏ, liệu phân tích có khác biệt nào đó hay không khi quan chức này là tổng thống Hoa Kỳ. Câu trả lời cho tất cả là không.
Vào tháng 8 năm 2018, chính quyền liên bang Hoa Kỳ đã đệ trình một bản tóm tắt kháng cáo lên Tòa án phúc thẩm khu vực hai Hoa Kỳ. Tháng 10 năm 2018, nguyên đơn đã đệ trình kháng cáo tóm tắt ngắn gọn để đáp lại. Tranh tụng bằng miệng diễn ra vào ngày 26 tháng 3 năm 2019. Tòa án phúc thẩm khu vực hai Hoa Kỳ đã ban hành phán quyết vào ngày 9 tháng 7 năm 2019, tán thành quan điểm phán quyết của Naomi Reice Buchwald. Tòa án phúc thẩm khu vực hai Hoa Kỳ nhấn mạnh rằng Donald Trump sử dụng Twitter của ông để quản trị nghị sự nội các chính thức, do đó ông không thể chặn những người Mỹ khỏi tài khoản theo nền tảng quan điểm chính trị.
Vào ngày ban hành phán quyết của Tòa án phúc thẩm khu vực hai Hoa Kỳ, cựu hạ nghị sĩ bang New York Dov Hikind và ứng viên bang Joseph Saladino đã kiện hạ nghị sĩ Alexandria Ocasio-Cortez tại tòa án quận liên bang tiểu bang News York bởi vì đã chặn họ khỏi tài khoản Twitter của cô, vụ kiện dựa trên phán quyết từ Tòa án phúc thẩm khu vực hai Hoa Kỳ.